# The Gunner's Dream
"The Gunner's Dream" es una canción del álbum The Final Cut de 1983 de Pink Floyd, la cual cuenta la historia y los pensamientos de un artillero de guerra en el momento de su muerte.

## Personal
- Roger Waters – voces, bajo, y efectos de cinta.
- David Gilmour – guitarra
- Nick Mason – batería

junto a
- La National Philharmonic Orchestra conducida y arreglada por Michael Kamen.
- Raphael Ravenscroft – saxo tenor
- Michael Kamen – piano y piano eléctrico.